# Габріель Ернандес (боксер)
Габріель Ернандес Ромеро (ісп. Gabriel Hernández Romero, 13 липня 1973 — 25 червня 2001) — домініканський професійний боксер, призер Панамериканських ігор.

## Аматорська кар'єра
На Панамериканських іграх 1995 в другому бою програв Антоніо Тарверу (США) і отримав бронзову медаль.
На Олімпійських іграх 1996 програв у першому бою південноафриканцю Сибранду Ботесу.

## Професіональна кар'єра
1996 року дебютував на професійному рингу. Провівши п'ятнадцять безпрограшних боїв, 8 травня 1999 року вийшов на бій проти чемпіона світу за версією IBF у другій середній вазі Свена Оттке (Німеччина) і зазнав поразки одностайним рішенням.
10 лютого 2001 року в бою за титул WBO Inter-Continental зустрівся з іншим непереможним німцем Томасом Ульріхом і програв нокаутом у восьмому раунді.
25 червня 2001 року, через дев’ять днів після останнього переможного бою проти Ральфа Мондея, у віці 27 років покінчив життя самогубством через повішення.